# Copa de Campeones de Europa (Béisbol)
La Copa de Campeones de Europa de béisbol, también conocida como Copa Europea o Copa de Europa, es el campeonato que disputan los mejores equipos de las ligas de béisbol de Europa, el más prestigioso a nivel de clubes entre las competiciones organizadas por la Confederación Europea de Béisbol (CEB).
Disputada anualmente desde 1963, la competición tuvo pronto un marcado carácter italiano y neerlandés siendo las dos asociaciones más laureadas, y donde únicamente y en siete ediciones San Marino y España consiguieron romper su supremacía. Entre 2008 y 2012, con la desaparición de la Recopa de Europa, los dos primeros clasificados de la Copa de Europa y de la Copa de la CEB disputaban una final-four para dilucidar el mejor equipo del continente.

## Historial
Desde 1969 todos los campeonatos han sido ganados por equipos italianos y neerlandeses, a excepción de 2006, cuando ganó el San Marino Baseball Club, si bien este equipo disputa la Liga Italiana de Béisbol.
| Copa de Campeones de Europa | Copa de Campeones de Europa | Copa de Campeones de Europa | Copa de Campeones de Europa | Copa de Campeones de Europa | Copa de Campeones de Europa                                               | Copa de Campeones de Europa             |
| Temp.                       | Campeón                     | Resultado                   | Subcampeón                  | Tercero                     | Nota(s)                                                                   | Sede                                    |
| --------------------------- | --------------------------- | --------------------------- | --------------------------- | --------------------------- | ------------------------------------------------------------------------- | --------------------------------------- |
| 1963                        | Picadero J. C.              |                             | Milano B. C.                | Germania Mannheim           |                                                                           |                                         |
| 1964                        | Piratas de Madrid           |                             | Nettuno B. C.               | Sparta/Feyenoord            |                                                                           |                                         |
| 1965                        | Nettuno B. C.               |                             | Sparta/Feyenoord            | Picadero J. C.              |                                                                           |                                         |
| 1966                        | Haarlem Nicols              |                             | Milano B. C.                | Nettuno B. C.               |                                                                           |                                         |
| 1967                        | Piratas de Madrid           | 9 - 4                       | VfR Mannheim                | Antwerp                     | [ 3 ]                                                                     |                                         |
| 1968                        | Picadero J. C.              |                             | Piratas de Madrid           | Darmstadt Colt 45           | Primera final entre dos campeones y entre clubes del mismo país (España). |                                         |
| 1969                        | Milano B. C.                |                             | El Corte Inglés             | Picadero J. C.              |                                                                           |                                         |
| 1970                        | Milano B. C.                |                             | Fortitudo Bologna B. C.     | Antwerp                     | Primera defensa del título. 1º final entre equipos italianos.             |                                         |
| 1971                        | Milano B. C.                |                             | Fortitudo Bologna B. C.     | VfR Mannheim                | Primera final repetida.                                                   |                                         |
| 1972                        | Nettuno B. C.               |                             | Milano B. C.                | Antwerp                     |                                                                           |                                         |
| 1973                        | Fortitudo Bologna B. C.     |                             | Sparta/Feyenoord            | Antwerp                     |                                                                           |                                         |
| 1974                        | Nettuno B. C.               |                             | Haarlem Nicols              | Fortitudo Bologna B. C.     |                                                                           |                                         |
| 1975                        | Haarlem Nicols              |                             | Sparta/Feyenoord            | Condepols Madrid            |                                                                           |                                         |
| 1976                        | Rimini B. C.                |                             | Antwerp                     | Condepols Madrid            |                                                                           |                                         |
| 1977                        | Parma B. C.                 |                             | Rimini B. C.                | Haarlem Nicols              |                                                                           | Italia                                  |
| 1978                        | Parma B. C.                 |                             | Rimini B. C.                | Cataluña Béisbol            |                                                                           | Italia                                  |
| 1979                        | Rimini B. C.                |                             | Parma B. C.                 | Fortitudo Bologna B. C.     |                                                                           | Italia                                  |
| 1980                        | Parma B. C.                 |                             | Amstel Tijgers              | Rimini B. C.                |                                                                           | Países Bajos                            |
| 1981                        | Parma B. C.                 |                             | Haarlem Nicols              | Rimini                      |                                                                           | Italia                                  |
| 1983                        | Parma B. C.                 |                             | Haarlem Nicols              | Neptunus B. S.              |                                                                           | Países Bajos                            |
| 1984                        | Parma B. C.                 |                             | Rimini B. C.                | Haarlem Nicols              |                                                                           | Italia                                  |
| 1985                        | Fortitudo Bologna B. C.     |                             | Parma B. C.                 | Royal Antwerp Eagles        |                                                                           | Francia                                 |
| 1986                        | Parma B. C.                 |                             | Fortitudo Baseball          | Haarlem Nicols              |                                                                           | Bélgica                                 |
| 1987                        | Parma B. C.                 |                             | Grosseto B.C.               | Amsterdam Tigers            |                                                                           | Francia                                 |
| 1988                        | Parma B. C.                 |                             | Rimini B. C.                | Amsterdam Pirates           | Récord de presencias consecutivas en final.                               | Bélgica                                 |
| 1989                        | Rimini B. C.                |                             | Haarlem Nicols              | Parma B. C.                 |                                                                           | Viladecans, España                      |
| 1990                        | Haarlem Nicols              |                             | Rimini B. C.                | Grosseto B.C.               |                                                                           | Bélgica                                 |
| 1991                        | Nettuno B. C.               |                             | Haarlem Nicols              | Amsterdam Pirates           |                                                                           | Francia                                 |
| 1992                        | Parma B. C.                 |                             | Neptunus B. S.              | Nettuno B. C.               |                                                                           | Países Bajos                            |
| 1993                        | ADO                         |                             | Parma B. C.                 | Paris Université Club       |                                                                           | Italia                                  |
| 1994                        | Neptunus B. S.              |                             | ADO                         | Montpellier Barracudas      |                                                                           | Países Bajos                            |
| 1995                        | Parma B. C.                 |                             | Neptunus B. S.              | Kinheim Haarlem             |                                                                           | Países Bajos                            |
| 1996                        | Neptunus B. S.              |                             | Parma B. C.                 | Nettuno B. C.               |                                                                           | San Marino, San Marino                  |
| 1997                        | Nettuno B. C.               |                             | Neptunus B. S.              | HCAW Bussum                 |                                                                           | Brasschaat, Bélgica                     |
| 1998                        | Parma B. C.                 |                             | Hoofddorp Pioneers          | Draci Brno                  |                                                                           | Viladecans, España                      |
| 1999                        | Parma B. C.                 |                             | Nettuno B. C.               | HCAW Bussum                 |                                                                           | Nettuno/Anzio, Italia                   |
| 2000                        | Neptunus B. S.              |                             | Rimini B. C.                | Parma B. C.                 |                                                                           | San Marino, San Marino                  |
| 2001                        | Neptunus B. S.              |                             | San Marino B. C.            | Rimini B. C.                |                                                                           | Róterdam, Países Bajos                  |
| 2002                        | Neptunus B. S.              |                             | HCAW Bussum                 | Nettuno B. C.               |                                                                           | Viladecans, España                      |
| 2003                        | Neptunus B. S.              |                             | Rimini B. C.                | San Marino B. C.            |                                                                           | Rímini, Italia                          |
| 2004                        | Neptunus B. S.              |                             | Fortitudo Bologna B. C.     | Draci Brno                  | Récord de campeonatos consecutivos.                                       | San Marino, San Marino                  |
| 2005                        | Grosseto B.C.               |                             | HCAW Bussum                 | Neptunus B. S.              |                                                                           | Róterdam, Netherlands                   |
| 2006                        | San Marino B. C.            |                             | Grosseto B.C.               | Fortitudo Bologna B. C.     |                                                                           | Grosseto, Italia                        |
| 2007                        | Kinheim Haarlem             |                             | Rouen Baseball 76           | Rimini B. C.                |                                                                           | San Marino, San Marino                  |
| 2008                        | Nettuno B. C.               |                             | San Marino B. C.            | Grosseto B.C.               |                                                                           | Barcelona, España                       |
| 2009                        | Nettuno B. C.               |                             | Fortitudo Bologna B. C.     | Kinheim Haarlem             |                                                                           | Barcelona, España                       |
| 2010                        | Fortitudo Bologna B. C.     |                             | Heidenheim Heideköpfe       | Rimini B. C.                |                                                                           | Barcelona, España                       |
| 2011                        | San Marino B. C.            |                             | Parma B. C.                 | Fortitudo Bologna B. C.     |                                                                           | Brno, República Checa                   |
| 2012                        | Fortitudo Bologna B. C.     |                             | Nettuno B. C.               | Amsterdam Pirates           |                                                                           | Nettuno, Italia                         |
| 2013                        | Fortitudo Bologna B. C.     |                             | Rimini B. C.                |                             |                                                                           | Bolonia / Rimini, Italia                |
| 2014                        | San Marino B. C.            |                             | Rimini B. C.                |                             |                                                                           | Brno / Hoofddorp                        |
| 2015                        | Neptunus B. S.              | 7 - 3                       | Fortitudo Bologna B. C.     |                             | [ 4 ]                                                                     | Róterdam, Países Bajos / París, Francia |
| 2016                        | Amsterdam Pirates           | 5 - 4                       | Rimini B. C.                | Fortitudo Bologna B. C.     | [ 5 ]                                                                     | San Marino / Rimini                     |
| 2017                        | Neptunus B. S.              | 7 - 3                       | Fortitudo Bologna B. C.     | San Marino B. C.            | [ 6 ]                                                                     | <wsmall>Ratisbona, Alemania             |
| 2018                        | Neptunus B. S.              | 5 - 0                       | Rimini B. C.                | Fortitudo Bologna B. C.     | [ 7 ]                                                                     | Róterdam, Países Bajos                  |
| 2019                        | Fortitudo Bologna B. C.     | 8 - 0                       | Amsterdam Pirates           | Neptunus B. S.              | [ 8 ]                                                                     | Bolonia, Italia                         |
| 2021                        | Parma B. C.                 |                             | Bonn Capitals               | Fortitudo Bologna B. C.     |                                                                           | Ostrava, República Checa                |
| 2022                        | Parma B. C.                 |                             | Amsterdam Pirates           | Bonn Capitals               |                                                                           | Bonn, Alemania                          |
| 2023                        | HCAW Bussum                 |                             | Parma B. C.                 | Amsterdam Pirates           |                                                                           | Amsterdam y Bussum, Países Bajos        |
| 2024                        | Draci Brno                  | 6-3                         | Regensburg Legionäre        | Heidenheim Heideköpfe       |                                                                           | Ratisbona, Alemania                     |

## Palmarés
| Equipo                  | Títulos | Subcamp. | Años campeonatos                                                                         | Años subcampeonatos                                              |
| ----------------------- | ------- | -------- | ---------------------------------------------------------------------------------------- | ---------------------------------------------------------------- |
| Parma B. C.             | 15      | 6        | 1977, 1978, 1980, 1981, 1983, 1984, 1986, 1987, 1988, 1992, 1995, 1998, 1999, 2021, 2022 | 1979, 1985, 1993, 1996, 2011, 2023                               |
| Neptunus B. S.          | 10      | 3        | 1994, 1996, 2000, 2001, 2002, 2003, 2004, 2015, 2017, 2018                               | 1992, 1995, 1997                                                 |
| Nettuno B. C.           | 7       | 3        | 1965, 1972, 1974, 1991, 1997, 2008, 2009                                                 | 1964, 1999, 2012                                                 |
| Fortitudo Bologna B. C. | 6       | 6        | 1973, 1985, 2010, 2012, 2013, 2019                                                       | 1970, 1971, 2004, 2009, 2015, 2017                               |
| Rimini B. C.            | 3       | 11       | 1976, 1979, 1989                                                                         | 1977, 1978, 1984, 1988, 1990, 2000, 2003, 2013, 2014, 2016, 2018 |
| Haarlem Nicols          | 3       | 5        | 1966, 1975, 1990                                                                         | 1974, 1981, 1983, 1989, 1991                                     |
| Milano B. C.            | 3       | 3        | 1969, 1970, 1971                                                                         | 1963, 1966, 1972                                                 |
| San Marino B. C.        | 3       | 2        | 2006, 2011, 2014                                                                         | 2001, 2008                                                       |
| Piratas de Madrid       | 2       | 1        | 1964, 1967                                                                               | 1968                                                             |
| Picadero J. C.          | 2       | –        | 1963, 1968                                                                               |                                                                  |
| Grosseto B. C.          | 1       | 2        | 2005                                                                                     | 1987, 2006                                                       |
| Amsterdam Pirates       | 1       | 2        | 2016                                                                                     | 2019, 2022                                                       |
| HCAW Bussum             | 1       | 2        | 2023                                                                                     | 2002, 2005                                                       |
| ADO Den Haag            | 1       | 1        | 1993                                                                                     | 1994                                                             |
| Kinheim Haarlem         | 1       | –        | 2007                                                                                     |                                                                  |
| Draci Brno              | 1       | –        | 2024                                                                                     |                                                                  |
| Sparta/Feyenoord        | -       | 3        |                                                                                          | 1965, 1973, 1975                                                 |
| VfR Mannheim            | -       | 1        |                                                                                          | 1967                                                             |
| El Corte Inglés         | -       | 1        |                                                                                          | 1969                                                             |
| Antwerp                 | -       | 1        |                                                                                          | 1976                                                             |
| Amstel Tijgers          | -       | 1        |                                                                                          | 1980                                                             |
| Hoofddorp Pioneers      | -       | 1        |                                                                                          | 1998                                                             |
| Rouen Baseball 76       | -       | 1        |                                                                                          | 2007                                                             |
| Heidenheim Heideköpfe   | -       | 1        |                                                                                          | 2010                                                             |
| Bonn Capitals           | -       | 1        |                                                                                          | 2021                                                             |
| Regensburg Legionäre    | -       | 1        |                                                                                          | 2024                                                             |

Datos actualizados: Al final de la edición 2024.